# クリス・フルーム
クリス・フルーム（Chris Froome、1985年5月20日 - ）は、ケニア・ナイロビ出身で、イギリス国籍の自転車競技（ロードレース）選手。

## 来歴
ケニアのナイロビで出生し、13、4歳の頃、南アフリカに移住したが、選手登録はケニア自転車競技連盟にて行った。
2006年にはツアー・オブ・モーリシャスで総合優勝。
2007年、南アフリカ籍のチームであるコニカミノルタとプロ契約を結ぶ。この年、ツアー・オブ・ジャパンで来日し、第6ステージの伊豆ステージ（日本サイクルスポーツセンター）でステージ優勝。その後、祖父母の故郷でもあり、レース環境が充実しているイギリスへの移住を希望。2008年にイギリス自転車競技連盟へ登録を変更、バルロワールドに移籍した。同年にツール・ド・フランスに出場、完走している。なお、この時からゲラント・トーマスとはチーム・メートであった。同チームが2009年限りで解散した為、2010年よりイギリスのチームであるチーム・スカイに所属した。
2010年にケニアに帰国した際にビルハルツ住血吸虫に感染し、それは2018年現在も完治していないという。

### 2011年

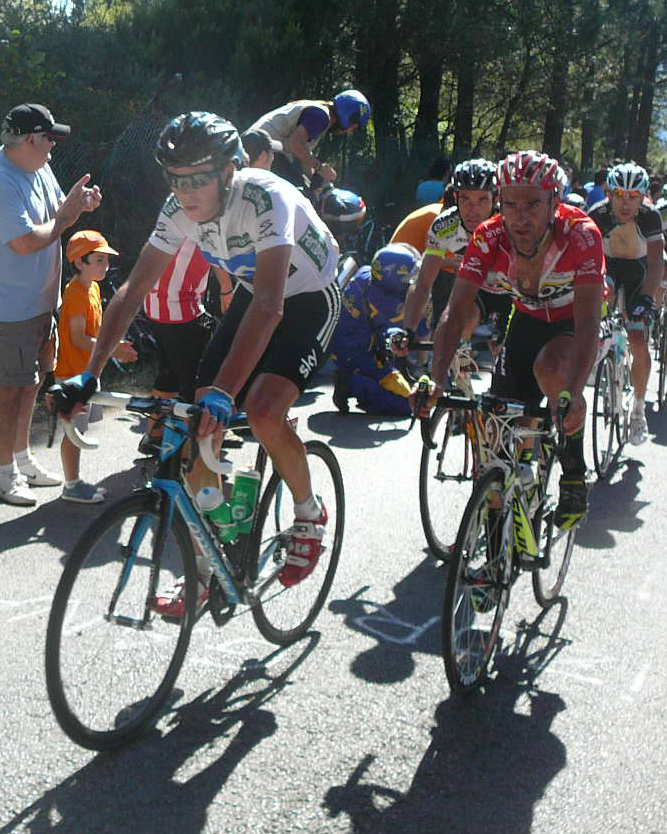

ブエルタ・ア・エスパーニャ総合優勝のフアン・ホセ・コーボとは13秒差の総合2位に入り、グランツールを狙える選手として注目される（のちにコーボはドーピングとして総合優勝を剥奪され、フルームの繰り上げ優勝となる）。このブエルタでも、第17ステージの山岳ステージで、区間優勝目前のフアン・ホセ・コーボをゴール直前で捕えて制するという登坂力の強さを見せたが、翌年のツール・ド・フランスでさらにその力は遺憾なく発揮されることになる。

### 2012年
ツール・ド・フランスではエースであるブラッドリー・ウィギンスを献身的にアシスト。 山岳カテゴリー1級のラ・プランシュ・デ・ベル・フィーユへの頂上ゴールとなる第7ステージではラスト1kmを切ってアタックしたカデル・エヴァンスをウィギンスと共に追走、最後はエヴァンスをスプリントでかわし2秒差を付けツール区間初優勝を果たした。その後、第17ステージで、ウィギンスとの絶妙な連携を見せて、総合3位につけていたヴィンチェンツォ・ニバリを後退させ、ウィギンスのツール総合優勝に貢献する形となった。そして自らも総合2位に入った。
2年連続の参加となったブエルタ・ア・エスパーニャでは、ツールからの連戦ということもあり疲労により連日後退。前年のようなパフォーマンスは見られなかったが、個人総合で4位となった。

### 2013年
2013年シーズンは昨年度のブラッドリー・ウィギンスを彷彿とさせる様な強さを見せ、クリテリウム・デュ・ドフィネやツール・ド・ロマンディなどで総合優勝を獲得する。
第100回ツール・ド・フランスでは、3区間を制して圧倒的な強さを見せつけ、総合優勝を果たす。あまりの強さに、一時はドーピング疑惑も出るほどだったが、検査の結果、クリス・フルームも含めて、2013年の大会出場者でドーピングの陽性を示した選手は居なかった。

### 2014年
昨年に引き続きツール・ド・ロマンディとツアー・オブ・オマーンを連覇。ツール前哨戦ドーフィネでも開幕2連勝を飾り好調かと思われたが、その後のステージで落車に遭うなどし総合優勝には程遠い結果となった。
ツール・ド・フランスはフルーム自身初の防衛大会となったが、雨の中の第5ステージで2度の落車に見舞われリタイアに終わった。ブエルタ・ア・エスパーニャではアルベルト・コンタドール等との激しい争いの末に総合2位となった。
英仏海峡トンネルのサービストンネルをTTバイクを使用して55分で走破している。このイベントはジャガーとチームスカイのコラボレーションで開催され、イギリス・フォークストン側から走り始めた。公式に自転車でトンネルを渡ったのはこれが初となる。

### 2015年
ブエルタ・ア・アンダルシア、クリテリウム・デュ・ドフィネで総合優勝。ツール・ド・フランスでは、この年のジロ・デ・イタリアを制したコンタドール、前年の覇者ヴィンチェンツォ・ニバリ、ナイロ・キンタナと共に「4強 (Fantastic Four) 」と呼ばれて優勝候補に挙げられた。総合1位で迎えた第10ステージで優勝して他の優勝候補に大きな差を付けると、アルプス山岳ステージの第19、20ステージでは逆にキンタナに引き離されて総合タイム差を詰められたが守り切り、2度目の総合優勝と初の山岳賞獲得を果たした。

### 2016年

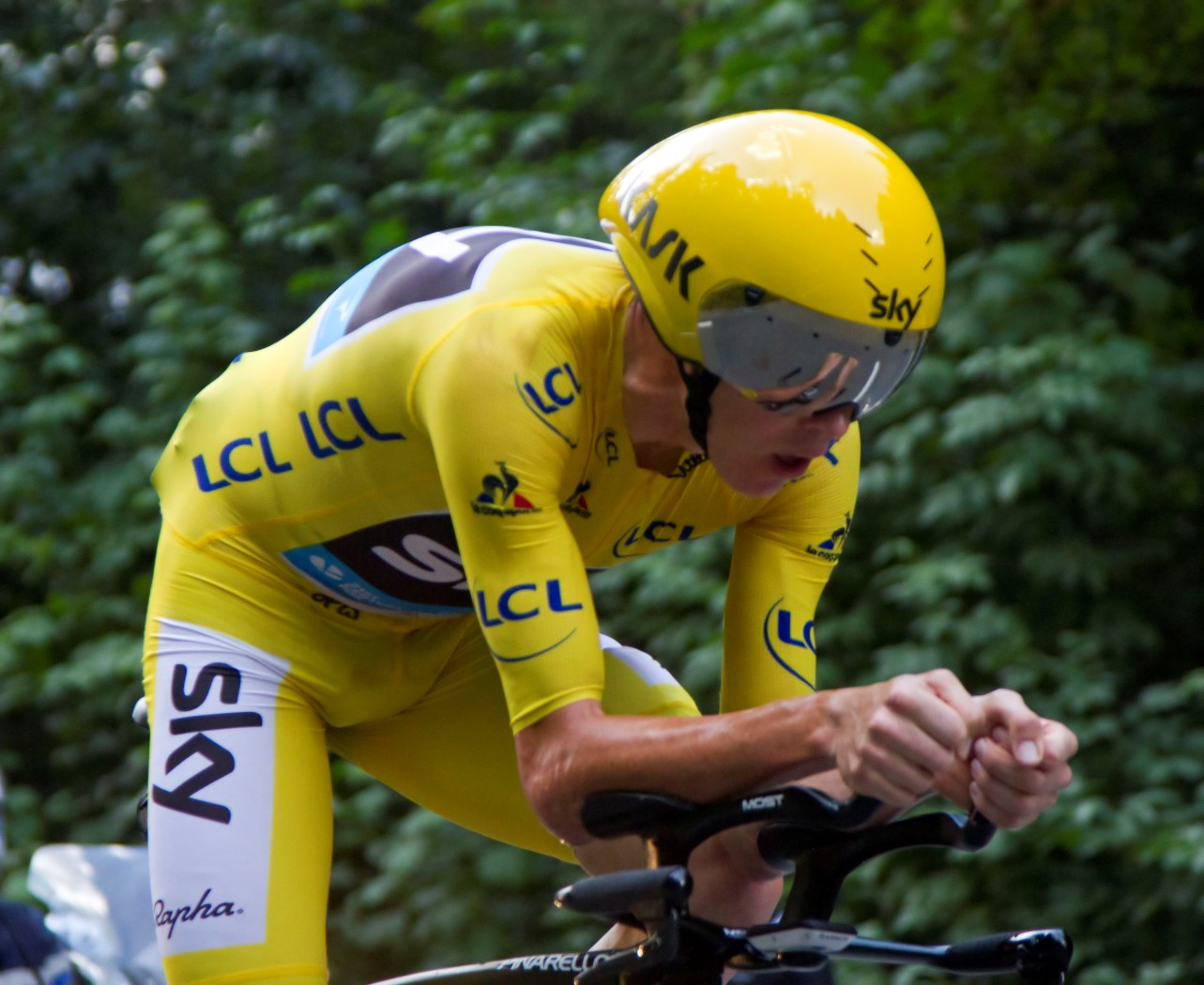

ツール・ド・フランスでは、ピレネー3連戦の2日目の第8ステージ、最後の1級峠ペイルスルド頂上より集団から飛び出し、高速ダウンヒルでマイヨ・ジョーヌを獲得。第12ステージのモン・ヴァントゥにて、沿道から溢れた観衆によりストップしたカメラバイクに追突し自転車が破損、代替車が来るまでランニングするというハプニングもあったが、山岳個人タイムトライアルの第18ステージでも優勝するなど終始安定し、2位と4分5秒差をもって3度目の総合優勝を果たした。ダブルツールも視野に入れて出場したブエルタ・ア・エスパーニャでは、得意の個人TTで逆転可能な総合タイム差でキンタナをマークし続けていたが、第15ステージで序盤からアタックしたキンタナやコンタドールらをスカイのアシスト勢が取り逃がし、この際に付けられたタイム差も響いて総合2位となった。

### 2017年

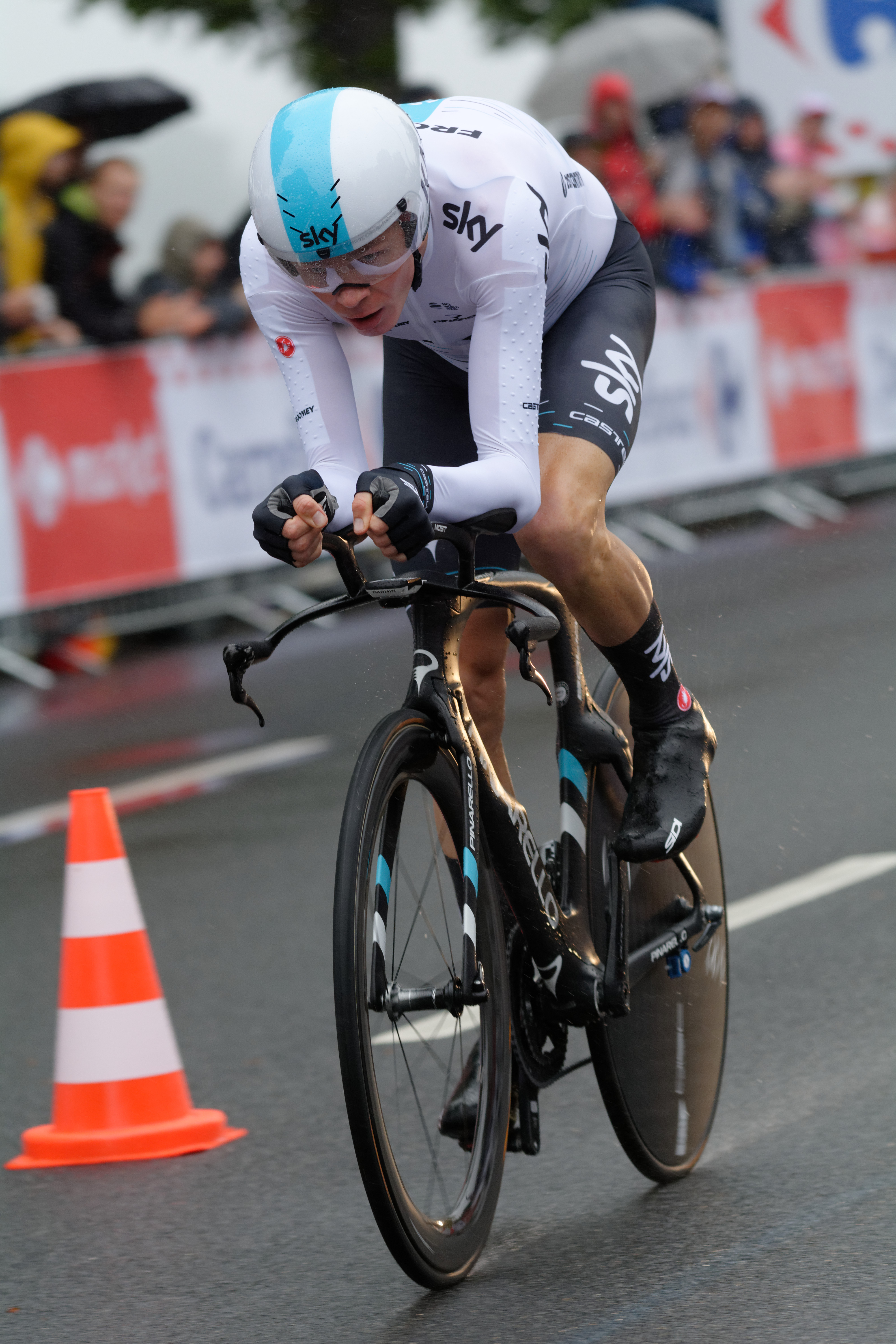

この年はツールをシーズン未勝利で迎えた。第1ステージの個人タイムトライアルで6位につけると、大会最初の山岳コースとなった第5ステージを3位でゴールし、総合首位となってチームメートのゲラント・トーマスからマイヨ・ジョーヌを受け継ぐ。ピレネーの壁とも言えるペイラギュードへの頂上ゴールとなった第12ステージではゴール目前でロマン・バルデやファビオ・アルらに引き離され、マイヨ・ジョーヌをアルに奪われる。しかしパンチャー向きのコースである第14ステージで、フルームはステージ優勝したマイケル・マシューズらに続きステージ7位に入り、アルはアシストを受けられなかったこともあって遅れてしまい、再びマイヨ・ジョーヌを奪取。第20ステージの個人タイムトライアルでステージ3位に入り事実上ここで総合優勝を決定づけ、最終第21ステージも無難に乗り切り4度目の総合優勝を果たした。
4年連続出場で悲願のブエルタ・ア・エスパーニャ制覇を狙いブエルタに出場。初日のTTTでライバルたちから奪ったリードを生かし第3ステージ終了後に総合首位に浮上する。第9ステージ、2年前にトム・デュムランに敗れたクンブレ・デル・ソルへの頂上フィニッシュで優勝し、先月のツールで果たせなかった区間優勝を手に入れた。個人タイムトライアルの第16ステージではウィルコ・ケルデルマンに29秒差をつけ2度目の区間優勝を果たし、第20ステージのアングリル頂上フィニッシュでもステージ3位と堅実な強さを示して念願の総合優勝を果たした。また、ポイント賞と複合賞も獲得したうえ、ダブルツールを達成するという偉業を成し遂げた。

#### サルブタモール基準値越え問題
2017年12月3日、UCIはブエルタの第18ステージに当たる9月7日のドーピング検査から、基準値を上回るサルブタモールが検出されていたことを発表した。フルームは以前から喘息の治療のために吸入器でサルブタモールを使用しているが、ドーピング検査で基準値を超えたことはなかった。UCIはフルームに対し説明を求め、チーム・スカイやフルームはあくまで治療の一環であり、基準値を超えた吸入はしていないと主張したが、出場停止や成績剥奪の可能性もあった。

### 2018年
2018年シーズンは、春先からあまり芳しい成績を上げることができず、ジロ・デ・イタリアでも前半の山岳ステージで他の有力選手から引き離され、前年引退したコンタドールが「フルームの総合優勝はない」とコメントするなど、多くの人々にとって勝利は不可能であるかのように思われた。しかし、モンテ・ゾンコランにゴールする第14ステージで区間優勝したほか、第19ステージではチマ・コッピとなるフィネストレ峠で総合首位だったサイモン・イェーツが遅れ出すと、スカイのアシスト勢は総攻撃を開始し、最終的に抜け出したフルームは80kmの驚異的な独走で圧勝。総合首位を奪うとそのまま総合優勝し、エディ・メルクス、ベルナール・イノー以来3人目となる年を跨いでの全グランツール連続制覇を達成した。ただし、サルブタモール基準値越え問題はジロ終了後時点でも決着がつかず、成績剥奪の可能性はいまだ消えていなかった。

#### サルブタモール基準値越え問題のその後
7月に入り、ASOはサルブタモール問題が曖昧なままのフルームを開幕迫るツール・ド・フランスから排除する模様と報じられたが、7月2日、UCIは6月28日に出ていたWADAの分析結果を受け、ドーピング違反ではないとの結論を下した。
上記発表により、2017ブエルタ・ア・エスパーニャ、2018ジロ・デ・イタリアの総合優勝が確定した。

#### ツール・ド・フランス2018
4連覇・史上最多タイ5回目の総合優勝を懸けたツール・ド・フランスでは、第1ステージの終盤に落車し沿道に押し出され1分を失うが、アルプス山脈3連戦の2日目となる第11ステージではチームメートの総合首位ゲラント・トーマスから1分25秒遅れの総合2位に立つ。しかしピレネー2戦目となる第17ステージでライバル達から40秒ほど遅れて総合3位に転落すると、総合首位を維持していたトーマスへのエース交代を認めた。その後の第19ステージではトーマスのアシストに徹したため、ステージ優勝したプリモシュ・ログリッチに総合タイムで逆転され総合表彰台圏内からも脱落したが、第20ステージの個人タイムトライアルで区間2位となる走りを見せ表彰台圏内に復帰。総合3位で完走した。

### 2019年
ツール・ド・フランスの前哨戦となるクリテリウム・デュ・ドフィネの第4ステージ・個人タイムトライアルの試走中に落車。大腿骨、肘、肋骨を骨折し、治療に専念することになった。
7月18日、UCIはフアン・ホセ・コーボのドーピング違反が確定したとして、2011年のブエルタ・ア・エスパーニャ総合優勝を失格処分とし、総合2位であったフルームが繰り上げで総合優勝者となった。

### 2020年
レースに復帰したものの、前年の負傷の影響もあってか成績は低迷した。
7月9日、来期からイスラエル・スタートアップネイションへ移籍することが発表された。
ブエルタ・ア・エスパーニャは総合98位で終えた。

## 主な成績
2005年
- ツアー・オブ・モーリシャス　区間優勝(第2)

2006年
- ツアー・オブ・モーリシャス
  -  総合優勝
  - 区間優勝(第2,3)

2007年
- 世界選手権・B大会 個人タイムトライアル (ITT) 2位
- ツアー・オブ・ジャパン 伊豆ステージ（第6ステージ）優勝[15]
- ミ・オート・アン・ブルターニュ　総合優勝
- アフリカ競技大会 個人ロードレース 3位
- ジロ・デッレ・レギオーニ　区間優勝(第5)

2008年
- ツール・ド・フランス 総合83位
- ジロ・デッラッペンニーノ 総合3位
- ヘラルド・サン・ツアー 総合4位
- ヴォルタ・アン・ディストリト・デ・サンタレーム 総合6位

2009年
- ジロ・デ・イタリア 総合36位
- ジロ・デル・カッポ　区間優勝(第2)

2010年
- ツール・デュ・オー・ヴァル 総合9位

2011年
- ブエルタ・ア・エスパーニャ
  - 総合2位 総合優勝
  - 第10ステージ  総合首位[16]
  - 複合賞部門 2位
  - 第17ステージ優勝[17]
- ツアー・オブ・北京 総合3位[18]
- UCIワールドツアー 個人総合15位

2012年
- クリテリウム・デュ・ドフィネ 総合4位
- ツール・ド・フランス
  - 総合2位
  - 第7ステージ優勝
- ロンドン五輪・ITT 3位
- ブエルタ・ア・エスパーニャ 総合4位
- UCIワールドツアー 総合7位

2013年
- ツアー・オブ・オマーン
  -  総合優勝[19]
  -  ポイント賞[19]
  - 区間優勝(第5[20])
- ティレーノ〜アドリアティコ
  - 区間1勝(第4)
  - 総合2位
- クリテリウム・アンテルナシオナル
  -  総合優勝
  - 区間優勝(第3)
- ツール・ド・ロマンディ
  -  総合優勝
  - 区間1勝(プロローグ)
- クリテリウム・デュ・ドフィネ
  -  総合優勝
  - 区間1勝(第5)
- ツール・ド・フランス
  -  総合優勝
  - 区間優勝(第8、15、17)
- さいたまクリテリウムbyツールドフランス2013（エキシビションレース）優勝

2014年
- ツアー・オブ・オマーン
  -  総合優勝
  - 区間優勝(第5)
- カタルーニャ一周 総合6位
- ツール・ド・ロマンディ
  - 総合優勝
  - 区間1勝(第5・ITT)
- クリテリウム・デュ・ドフィネ
  -  ポイント賞
  - 区間2勝(第1、2)
- ブエルタ・ア・エスパーニャ
  - 総合2位
  - 総合敢闘賞

2015年
- ブエルタ・ア・アンダルシア
  -  総合優勝
  -  ポイント賞
  - 区間優勝(第4)
- ツール・ド・ロマンディ
  - 総合3位
  - 区間1勝(TTT)
- クリテリウム・デュ・ドフィネ
  -  総合優勝
  - 区間2勝(第7、8)
- ツール・ド・フランス
  -  総合優勝
  -  山岳賞
  - 区間1勝(第10)

2016年
- ヘラルド・サン・ツアー
  -  総合優勝
  -  山岳賞
  - 区間優勝(第4)
- クリテリウム・デュ・ドフィネ
  -  総合優勝
  - 区間1勝(第5)
- ツール・ド・フランス
  -  総合優勝
  - 区間2勝(第8、18)
- リオデジャネイロオリンピック男子個人ロードレース12位
- リオデジャネイロオリンピック男子個人タイムトライアル 銅メダル
- ブエルタ・ア・エスパーニャ　
  - 総合2位
  - 区間2勝（第11,19ステージ）

2017年
- ヘラルド・サン・ツアー 総合6位
- クリテリウム・デュ・ドフィネ 総合4位
- ツール・ド・フランス　 総合優勝
- ブエルタ・ア・エスパーニャ
  -  総合優勝
  -  ポイント賞
  -  複合賞
  - 区間2勝 (第9、16)
  - 　第16ステージ 敢闘賞

2018年
- ジロ・デ・イタリア　
  -  総合優勝、
  -  山岳賞
  - 区間2勝（第14,19ステージ優勝）

2019年
- カタルーニャ一周 総合94位

2020年
- ブエルタ・ア・エスパーニャ 総合98位

2021年
- ツール・ド・フランス 総合133位

### グランツールの総合成績
| グランツール               | 2008 | 2009 | 2010 | 2011 | 2012 | 2013 | 2014 | 2015 | 2016 | 2017 | 2018 | 2019 | 2020 | 2021 |
| -------------------------- | ---- | ---- | ---- | ---- | ---- | ---- | ---- | ---- | ---- | ---- | ---- | ---- | ---- | ---- |
| ジロ・デ・イタリア         | －   | 36   | 失格 | －   | －   | －   | －   | －   | －   | －   | 1    | －   | －   | －   |
| ツール・ド・フランス       | 83   | －   | －   | －   | 2    | 1    | 棄権 | 1    | 1    | 1    | 3    | －   | －   | 133  |
| ブエルタ・ア・エスパーニャ | －   | －   | －   | 1    | 4    | －   | 2    | 棄権 | 2    | 1    | －   | －   | 98   | －   |